# Xã Litchfield, Quận Bradford, Pennsylvania
Xã Litchfield (tiếng Anh: Litchfield Township) là một xã thuộc quận Bradford, tiểu bang Pennsylvania, Hoa Kỳ. Năm 2010, dân số của xã này là 1.320 người.